# Моблан, Андре
Андре Моблан (фр. André Maublanc; 1880—1958) — французский миколог и фитопатолог.

## Биография
Андре Моблан родился в 1880 году. Учился в Парижском национальном сельскохозяйственном институте. С 1902 по 1912 Моблан учился в недавно созданной Центральной фитопатологической станции у ведущих фитопатологов Франции — Ж. Делакруа, Э. Прилльё и Э. Гриффона. В 1912 году Андре Моблан отправился в город Рио-де-Жанейро в Бразилии, где принимал участие в создании фитопатологической лаборатории. Через два года он вернулся во Францию. С 1914 по 1919 Моблан принимал участие в Первой мировой войне. После окончания войны, в 1919 году, он стал профессором ботаники и фитопатологии в Национальном сельскохозяйственном институте в Париже. Одновременно он преподавал ботанику в Сельскохозяйственном техническом институте. Также Андре на протяжении около 40 лет был членом и генеральным секретарём Французского микологического общества, в 1957 году был избран его президентом. Кроме микологии, Андре интересовался другими разделами биологии, был членом Французских ботанического и энтомологического обществ, а также Парижского общества натуралистов. С 1921 по 1959 были выпущены 5 двухтомных изданий книги Моблана, посвящённой съедобным и ядовитым грибам. Он был знаком со швейцарским микологом Полем Конрадом (1877—1948). Вместе они подготовили и в 1924—1937 издали атлас грибов Icones Selectae Fungorum. В 1948 году Андре Моблан ушёл на пенсию. Андре Моблан скончался 30 апреля 1958 года.

## Некоторые научные работы
- Maublanc, A.; Rangel, E. (1915). Alguns fungos do Brasil, novos ou mal conhecidos. Boletim de Agricultura. São Paulo 16 (4): 310-328.
- Maublanc, A. (1921—1959). Les champignons comestibles et vénéneux. 5 ed.
- Konrad, P.; Maublanc, A. (1948, publ. 1949). Les Agaricales. Classification, revision des espèces, iconographie, comestibilité. Agaricaceae. Encycl. Mycol. 14: 469 pp., 1 pl.
- Konrad, P.; Maublanc, A. (1952). Les Agaricales. Tome II. Russulacées, hygrophoracées, gomphidiacées, paxillacées, boletacées. Encycl. Mycol. 20: 202 pp.
- Maublanc, A. (1952). Paul Konrad. Bulletin Trimestriel de la Société Mycologique de France 67: 329-335, portrait.

## Роды грибов, названные в честь А. Моблана
- Maublancia G.Arnaud, 1918
- Maublancomyces Herter, 1950 [syn.  Gyromitra Fr., 1849]